# 콘트로네
콘트로네(이탈리아어: Controne)는 이탈리아 캄파니아주 살레르노도에 위치한 코무네다.